# Josef Pallenberg

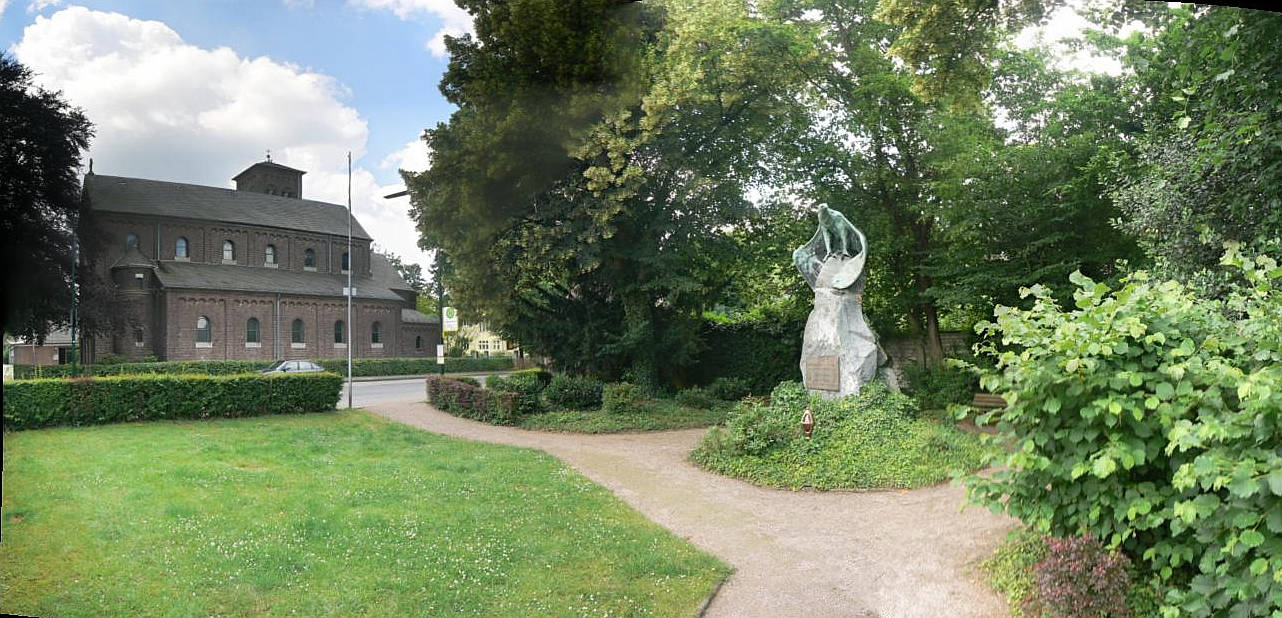
Lohausen (Ecke Nagelsweg/Im Grund), röm. Kirche und Kriegerdenkmal mit Bronze Fliegender Adler von Josef Pallenberg aus dem Jahr 1925 (2009)

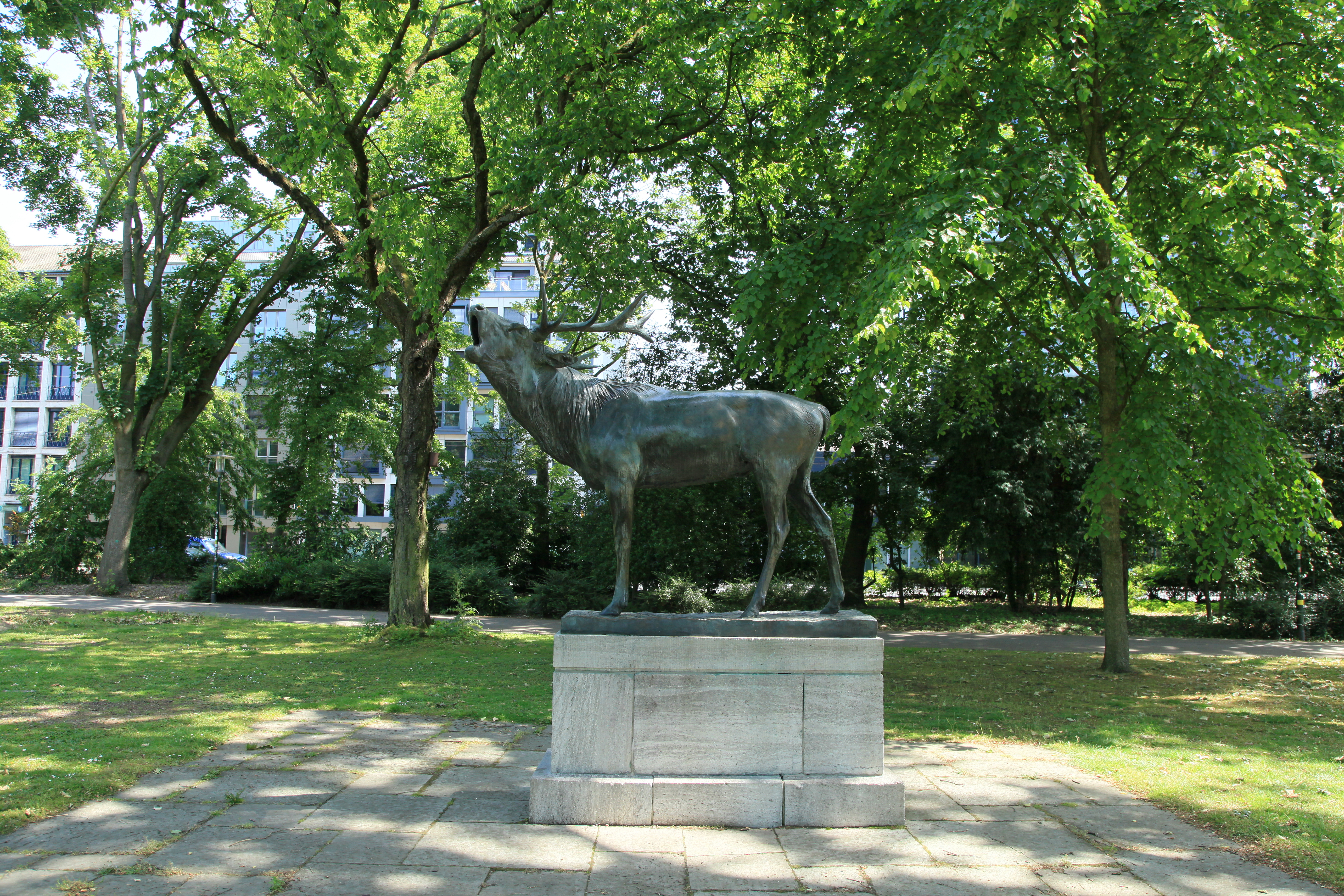
Röhrender Hirsch (Rothirsch) im Düsseldorfer Hofgarten, Partie an der Kaiserstraße

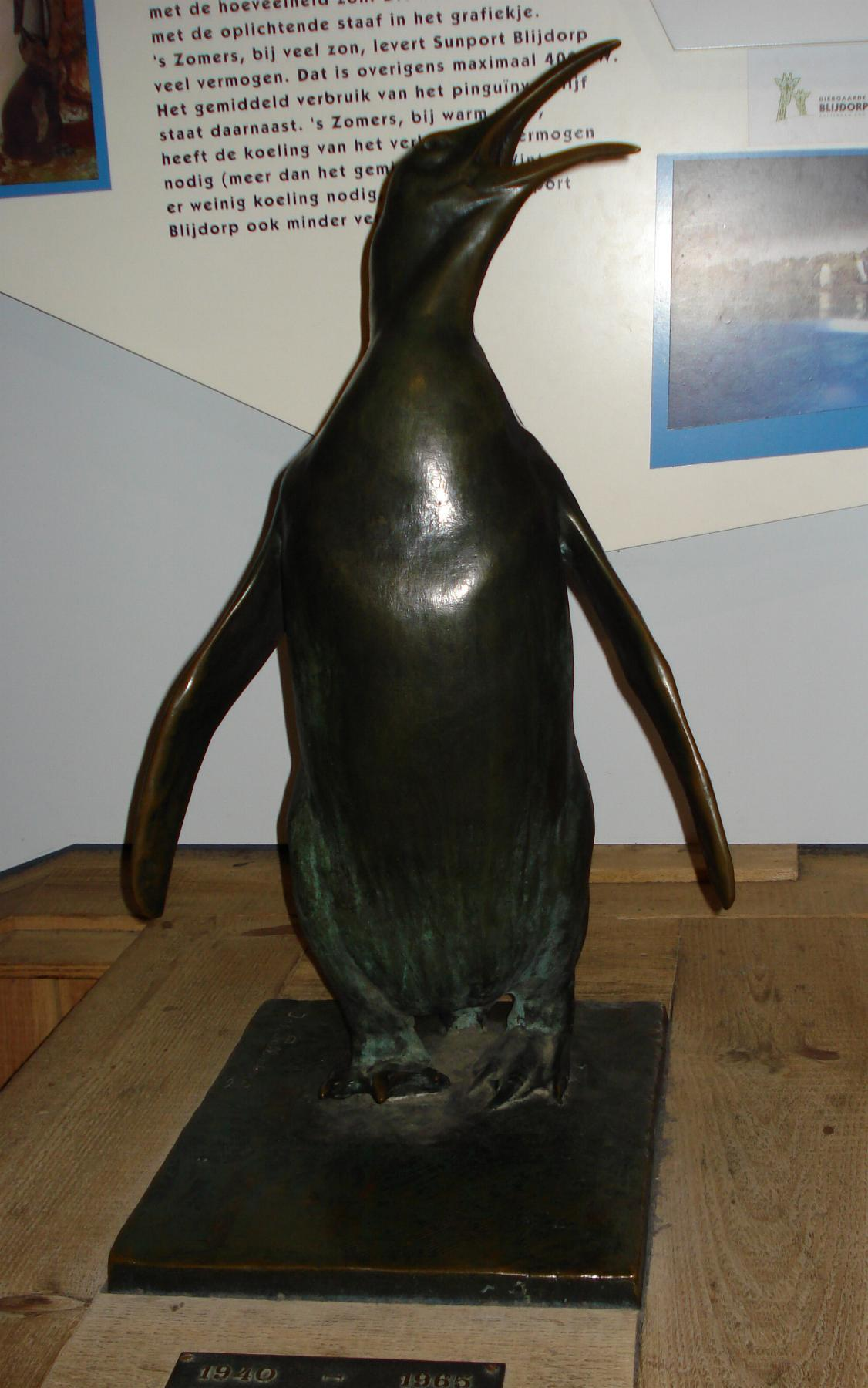
Pinguin-Plastik von Josef Pallenberg

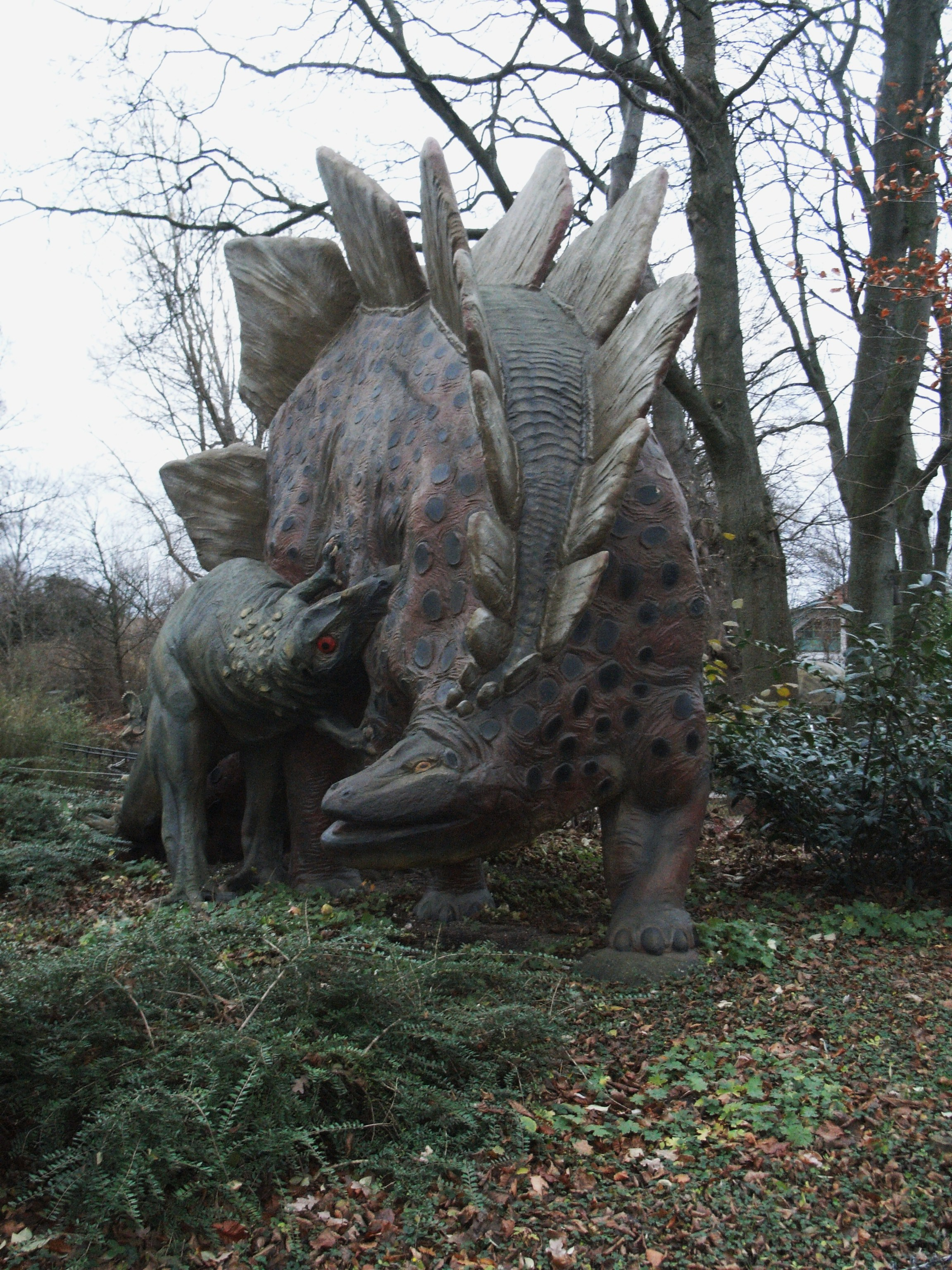
Pallenberg Dinosaurier im Tierpark Hagenbeck

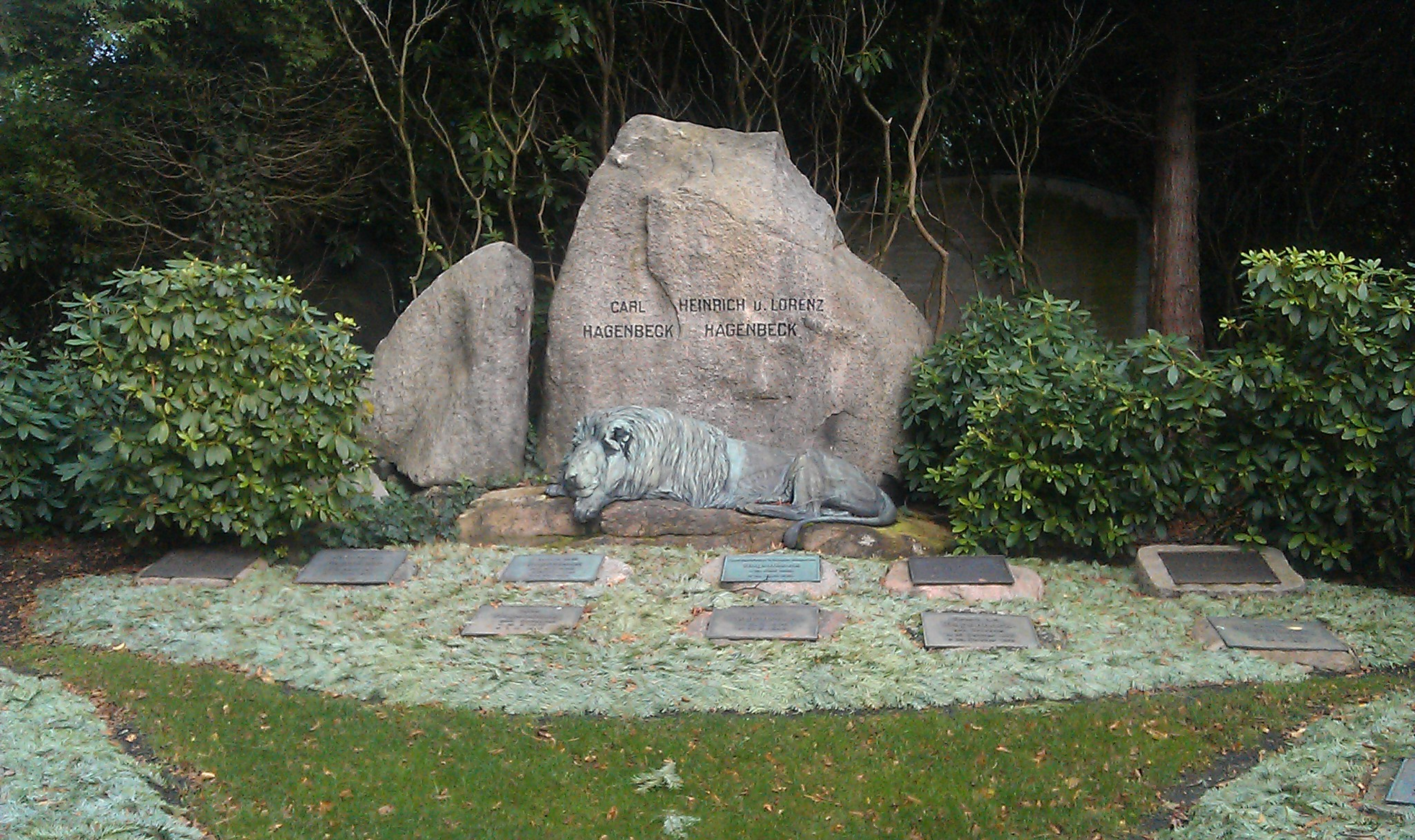
Grabstätte von Carl Hagenbeck auf dem Friedhof Ohlsdorf. Hier ruht der lebensgroße, schlafende bronze Löwe Triest, das Lieblingstier des Tierparkgründers ^{(Anfang 2014 entwendet)}

Josef Franz Pallenberg (* 6. August 1882 in Köln; † 26. Juni 1946 in Düsseldorf) war ein deutscher Bildhauer, der vor allem als Tierplastiker bekannt wurde.

## Leben
Josef Jupp Pallenberg entstammt einer handwerklich bekannten Kölner Künstlerfamilie. Josef Pallenberg ist der älteste Sohn von Maria und Jean Pallenberg, einem Neffen von Johann Heinrich Pallenberg, einem Kunstschreiner und Möbelfabrikanten und königlich-preußischem Hoflieferanten. 
Bereits mit sechs Jahren begann Josef Pallenberg, begeistert durch einen Besuch im Kölner Zoo, Tiere zu zeichnen. Ab 1899 besuchte er die Kunstakademie Düsseldorf und erhielt dort eine erste zeichnerische Ausbildung bei Ernst Roeber und Willy Spatz. Er wechselte alsbald in die Klasse des Bildhauers Karl Janssen und schuf dort sein erstes bedeutendes Werk, die Sauhatz, welche 1902 im Kunstpalast Düsseldorf, im Rahmen der Großen Gewerbe- und Industrieausstellung, gezeigt wurde. Für die Goldene Staatsmedaille vorgeschlagen, wurde ihm diese Auszeichnung jedoch verwehrt, da es sich bei seiner Plastik „lediglich um eine Schülerarbeit“ handelte. 1904 war Pallenberg auf der Großen Berliner Kunstausstellung mit 16 Tierplastiken vertreten. 1907 erhielt die Bronze-Plastik Fliegende Adler auf der Großen Berliner Kunstausstellung eine kleine Goldmedaille.
Pallenberg verließ die Kunstakademie und ging an den Zoologischen Garten Berlin, wo er in Ludwig Heck einen Unterstützer und Förderer fand. In dieser Zeit schuf er eine große Zahl beeindruckender Tierplastiken. So wurde Carl Hagenbeck auf Pallenberg aufmerksam und beauftragte ihn, die Tierbronzen am Eingangstor des Tierparks, der 1907 eröffnet wurde, zu fertigen. 1909 gestaltete er noch etliche lebensgroße Dinosaurier-Betonplastiken für den Hagenbeckschen Saurierpark, der zur damaligen Zeit für einen europäischen Zoo einmalig war. 
In seinem Atelier in Köln entstanden neben den Arbeiten für Hagenbeck unter anderem der Rominter Brunfthirsch, der 1907 auf der Nationalen Kunstausstellung die Goldene Staatsmedaille erhielt. Diese Plastik ist heute noch im Zoologischen Garten Berlin ausgestellt. Eine Replik davon wurde 1908 vom Düsseldorfer Verschönerungsverein angekauft und vor dem Düsseldorfer Hofgärtnerhaus aufgestellt. Seit 1956 steht der Röhrende Hirsch im nördlichen Teil des Düsseldorfer Hofgartens, parallel zur Kaiserstraße.
Josef Pallenberg, der sich in seinem Atelier in der Nähe des Kölner Zoos lebende Modelle, wie ein Wildschwein auch eine zahme Löwin namens „Juste“ und einen zahmen Wolf namens „Prinz“, hielt, zog sich zunehmend den „Unmut“ seiner Nachbarschaft zu, wenn er diese Tiere an der Leine ausführte. Er fand 1909 ein neues Atelier in Düsseldorf-Lohausen (Niederrheinstraße 239), in dem er sich frei entfalten und 1912 seinen kleinen Privatzoo einrichten konnte. Sein jüngerer Bruder Christian half ihm bei der Betreuung der Tiere, bis dieser zum Wehrdienst eingezogen wurde. 1915 zog die befreundete Witwe Maria Steinhausen (geb. DuMont) mit ihrer 15-jährigen Tochter zu Josef Pallenberg. Die Frauen kümmerten sich fortan um den Haushalt und die Tiere des Künstlers, dies gab es Pallenberg die Möglichkeit, sich voll seiner Arbeit zu widmen. 1917 heirateten Josef Pallenberg und Maria Steinhausen. 
Josef Pallenberg unternahm ausgedehnte Studienreisen, vor allem in die USA, und schuf Arbeiten in den Zoos von Detroit und Cincinnati. 
In der Zeit des Nationalsozialismus war Pallenberg Mitglied der Reichskammer der bildenden Künste. Für diese Zeit ist seine Teilnahme an 18 großen Gruppen- und einer Einzelausstellung sicher belegt, darunter von 1938 bis 1955 an allen Große Deutschen Kunstausstellungen in München.
Im Zweiten Weltkrieg musste sich Pallenberg wegen Futtermangels von einem Großteil seiner Tiere, wie von seinem geliebten Löwen „Hassan“, trennen. Auch wurde das Haus und das Atelier Pallenbergs durch eine Fliegerbombe schwer beschädigt und ein großer Teil seiner Arbeiten, Zeichnungen und seiner anatomischen Sammlung ging verloren. Den verbliebenen Teil, bestehend aus 575 Plastiken aus Gips, Ton, Steinguss und Bronze und etwa 1300 Handzeichnungen, wurden als Leihgabe ans Löbbecke Museum überführt. 
Nach dem Tode Pallenbergs 1946 wurde dem Museum auch die Naturwissenschaftliche Sammlung von 62 Skeletten, 882 Schädeln, 302 Naturabgüssen und Rekonstruktionen von den Erben als Schenkung überlassen. Josef Pallenberg und seine Frau wurden auf dem Friedhof Lohausen unter einem Findling mit thronendem Bronze-Adler bestattet.
Pallenberg war nie Mitglied einer Künstlervereinigung und blieb seinem Stil als wissenschaftlich arbeitender Künstler zeitlebens treu. Eine seiner Techniken bestand darin, von toten Tieren naturgetreue, präzise und detaillierte Abgüsse anzufertigen. Besonders Zoologen schätzten seine naturnahen Arbeiten. Eine zeitliche Einordnung seiner Werke ist heute nur schwer möglich, da Pallenberg seine Arbeiten fast nie datierte und Bronzeabgüsse oft erst viel später erfolgten. Ebenso schwer ist es, einzelne Schaffensperioden abzugrenzen, lediglich in der Spätphase seines Schaffens sind einige leicht impressionistische "Ausschweifungen" zu beobachten. Es lässt sich heute nicht mehr klären, ob dies vom Künstler bewusst so gewollt war oder ob dies mit fortschreitender Verschlechterung seiner Gesundheit zu erklären ist. 
Einer der jüngeren Brüder Josef Pallenbergs war Emil Pallenberg, der mit seinen dressierten Bären bekannt wurde.
Nach dem Zweiten Weltkrieg zog der Bildhauer Arno Breker in das Atelier von Josef Pallenberg an der Niederrheinstraße in Düsseldorf-Lohausen.
Nachdem 2013 die Ausstellung zu Pallenbergs Leben und Werk im Naturkundemuseum der Stiftung Schloss und Park Benrath eröffnet worden war, wurde im Januar 2018 eine Dauerausstellung eingerichtet, die man samstags und sonntags besuchen kann.
Am 17. Februar 2019 wurde eine Folge der Sendung Lieb & Teuer des NDR ausgestrahlt, die von Janin Ullmann moderiert und im Schloss Reinbek gedreht wurde. Darin wurde mit dem Kunsthistoriker Stephan Schwarzl eine Bronzeskulptur eines Rothirsches Pallenbergs aus dem Jahre 1905 besprochen.

## Nachlass
- Naturkundliches Heimatmuseum Benrath
- Düsseldorf Nachlass